# Etty Hillesum
Esther (Etty) Hillesum (Middelburg, 15 januari 1914 – Auschwitz, ca. 30 november 1943), geboren in een Joods-Nederlandse familie, kreeg in 1981 bekendheid door de publicatie van een bloemlezing uit haar dagboek, 38 jaar nadat zij in Auschwitz werd vermoord. In haar dagboek verwoordde ze haar persoonlijke, innerlijke ontwikkeling te midden van de turbulentie van de Tweede Wereldoorlog en de absurditeiten van de Holocaust. Het boek is niet alleen een sterk persoonlijk document, maar geeft ook enig inzicht in de wijze waarop de anti-Joodse maatregelen en deportaties in die jaren op Joden zelf zijn overgekomen.

## Biografie

### Jeugd
Etty Hillesum werd op 15 januari 1914 geboren in Middelburg. Na eerst in Hilversum en Tiel te hebben gewoond, vertrok het gezin Hillesum naar Winschoten en ging daar aan de Oranjestraat wonen. In 1924 verhuisden zij naar Deventer. Vader Levie (Louis) Hillesum, die leraar klassieke talen was, werd in 1928 aangesteld als rector van het Stedelijk Gymnasium. Etty was leerling van deze school. Moeder Riva (Rebecca) Hillesum-Bernstein, geboren in Rusland, vluchtte in 1907 na een pogrom en – volgens haar zoon Jaap – met kaalgeschoren hoofd en in soldatenkleren naar Amsterdam. Hoewel Etty's overgrootvader, Jeremia Hillesum, opperrabbijn was geweest in Zwolle, kreeg ze tijdens haar jeugd weinig van het joodse geloof mee. De familie liet zich in 1937 uitschrijven als lid van de Joodse gemeente.
In 1932 ging Hillesum in Amsterdam rechten studeren. Deze studie sloot ze op 4 juli 1939 met succes af. Hierna volgde ze een studie Slavische talen in Amsterdam en Leiden. Door de anti-Joodse maatregelen van de bezetter kon zij deze studie niet voltooien. Tot haar vertrek naar Kamp Westerbork voorzag ze in haar levensonderhoud door privélessen Russisch te geven. Etty had twee broers: Mischa, die een begaafd pianist was, en Jacob (Jaap), die arts was.

### Dagboek

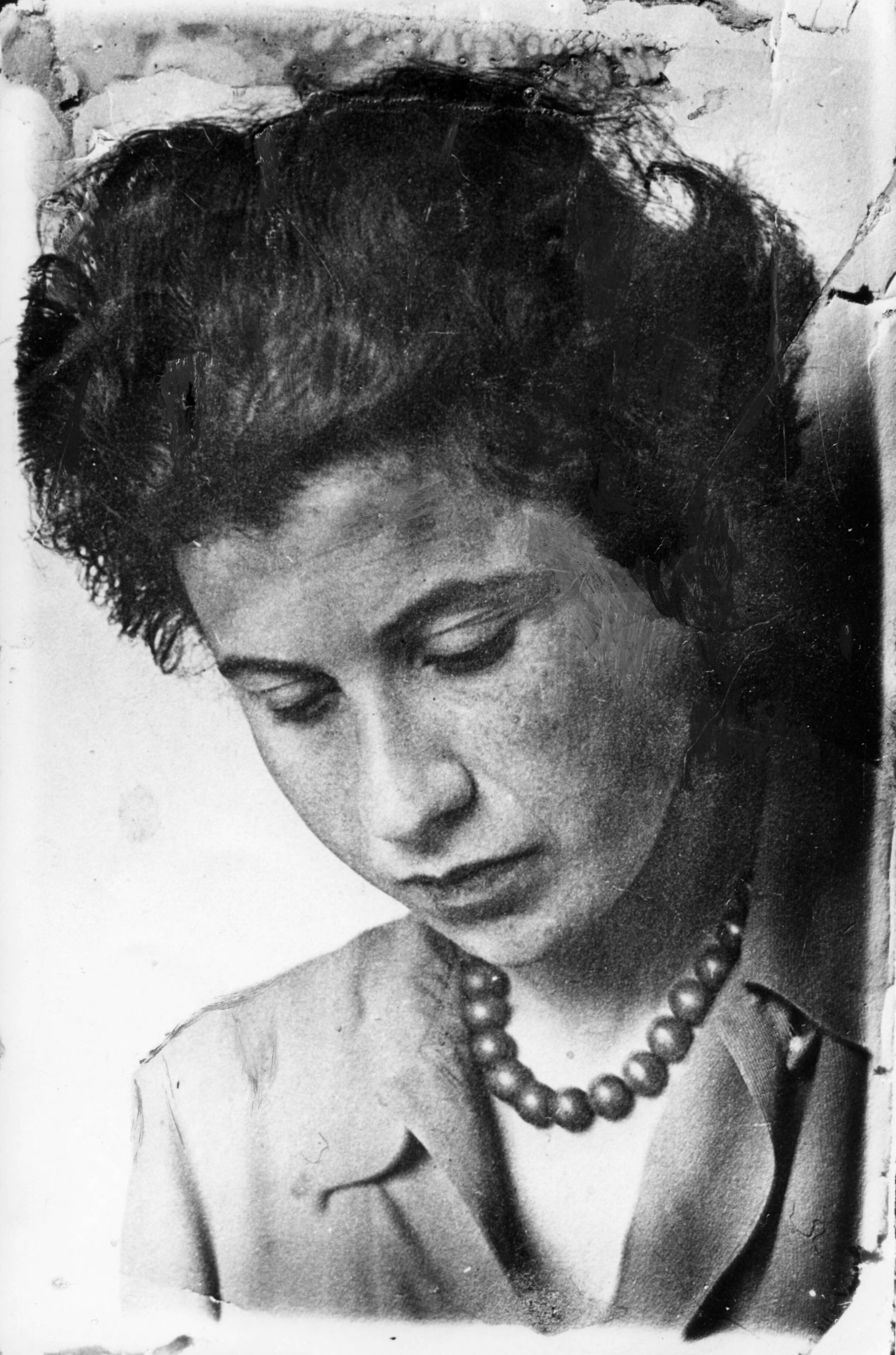
Etty Hillesum (ca.1939)

In 1941 ontmoette ze de 54-jarige uit Duitsland gevluchte ex-bankier Julius Spier. Tussen hen ontstond een liefdesrelatie. Spier was psychochiroloog (handlezer) en had een kleine praktijk in zijn woning aan de Courbetstraat. Hij was verloofd met Hertha Levi, die in Engeland op hem wachtte. Op advies van Spier begon Etty op 9 maart 1941 met het schrijven van een dagboek. De bedoeling was door oudere en nieuwere onderdelen te vergelijken inzicht te verkrijgen in de ontwikkeling van haar gevoelens en gedachten bij alledaagse ervaringen.

### De hel van Westerbork
Inmiddels had zij al verschillende malen Joodse studenten geholpen en in juli 1942 kreeg ze een baan als administratief medewerkster bij de Joodsche Raad, de Joodse organisatie die in opdracht van de Duitsers de Joodse gemeenschap in Nederland moest besturen. Etty's broer Jaap bemiddelde bij het verkrijgen van dit werk. Na enige tijd kwam ze terecht op de afdeling 'Sociale Verzorging Doortrekkenden' in deportatie-kamp Westerbork. Vanwege haar werk genoot ze een uitzonderingspositie en mocht ze vrij het doorgangskamp in en uit. In het kamp, dat ze in haar dagboek als "de hel" omschrijft, probeerde ze haar Joodse lotgenoten die wachtten op transport naar Polen te helpen. In juli 1942 werd ze zelf geïnterneerd in kamp Westerbork. Doordat haar uitzonderingsbewijs nog geldig was reisde zij zonder problemen nog een aantal malen naar Amsterdam. Vanuit zowel Amsterdam als Westerbork beschreef ze haar ervaringen in tientallen brieven.
Ondanks dat vrienden, waaronder Werner Stertzenbach, haar probeerden te overtuigen, besloot ze niet onder te duiken. Op 6 juni 1943 keerde ze opnieuw terug naar Westerbork. In juli 1943 verloor ze haar uitzonderingspositie en werd ze een gewone kampbewoonster.
In december 2018 werd bekend dat Hillesum heeft geholpen met de ontsnapping van een aantal Joodse kinderen uit kamp Westerbork. Dit bleek uit een aantal notities van de Joodse verzetsstrijder Ies Spetter. Siertsema heeft in de memoires van Spetter ontdekt dat "Mr. Hillesum" (Etty, die de academische titel mr. had, meester in de rechten) "samen met een vriendin (...) erin slaagde enkele kinderen uit het kamp te smokkelen". Dit feit was opvallend, omdat van Hillesum bekend is dat zij tegen onderduiken was. Vanwege deze visie is Hillesum omstreden in een deel van de Joodse gemeenschap. Zij wilde in haar eigen woorden "het lot van haar volk delen". Onderduikers voelden zich daar volgens Hillesum te goed en te waardevol voor. Zij probeerde zelfs een vriendin die wilde onderduiken op andere gedachten te brengen.

### Deportatie
Op 7 september 1943 werd zij met haar ouders en haar broer Mischa gedeporteerd naar het concentratiekamp Auschwitz, waar ze op 9 september aankwam. Ze gooide op 7 september een briefkaart uit de trein die wonder boven wonder aankwam bij vriendin Christine van Nooten. Vóór 30 november 1943 werd ze vermoord op 29-jarige leeftijd. Haar dagboek eindigt op 6 september 1943 met het bericht van een vriend. Eind september 1943 belandde ook haar broer Jaap in Westerbork, hij overleed tijdens een gevangenentransport in 1945.

### Religieus bewustzijn en godservaring
Het Verstoorde Leven werd uitgegeven door Jan Geurt Gaarlandt, die met de manuscripten in aanraking kwam via de familie Smelik. In zijn voorwoord geeft hij een korte schets van de ontwikkeling die Etty getuige haar dagboek doormaakte. Hij noemt haar een godzoeker die uiteindelijk tot een vrijwel onafgebroken godservaring komt, mogelijk een mysticus, met een geloof dat onbelast is door een Joodse of christelijke tradities. Ze spreekt God toe als zichzelf.
Katalysator tot deze ontwikkeling was Julius Spier, die niet alleen handlezer was (chiroloog) maar ook een leeranalyse had gevolgd bij Carl Gustav Jung in Zürich. Hij maakte daar veel indruk door met zijn handleeskunde betere diagnoses te stellen dan Jung en zijn collega's. Sindsdien mocht hij zich psychochiroloog noemen. Het lezen van de hand van Etty was het begin van haar transformatie. Op zijn aanraden begon ze een dagboek te schrijven en in de Bijbel te lezen. De ontwikkeling van Etty zou men daarom ook kunnen lezen in termen van een Jungiaans christendom, met invalshoeken als het Zelf, individuatie, schaduwwerk en collectief onbewuste.
Ten slotte werd Hillesum ook gegrepen door schrijvers als Rainer Maria Rilke, Lev Tolstoj en Fjodor Dostojevski, die ook staan voor een eigen christelijke beleving.

## Werken
Najaar 1943 werden twee brieven illegaal uitgegeven onder de schuiltitel Drie brieven van den kunstschilder Johannes Baptiste van der Pluym (1843-1912). Na deze eerste uitgave verschenen de twee brieven in 1959 in het literaire tijdschrift Maatstaf, met een inleiding van David Koning. Ook werden ze in 1962 door uitgeverij Bakker/Daamen als boekuitgave gepubliceerd (drie drukken in één jaar), en in 1977 nog als Bulkboek.
De familie Smelik had de dagboeken in bewaring en deed aanvankelijk vergeefse pogingen om er een uitgever voor te interesseren. Pas in 1981 werd een bloemlezing uit Hillesums dagboeken uitgegeven onder de titel Het verstoorde leven. Het boek werd onmiddellijk veel gelezen en is in achttien talen vertaald. In 1986 verscheen een volledige uitgave van haar dagboeken en brieven onder de titel 'Etty'.

### Publicaties

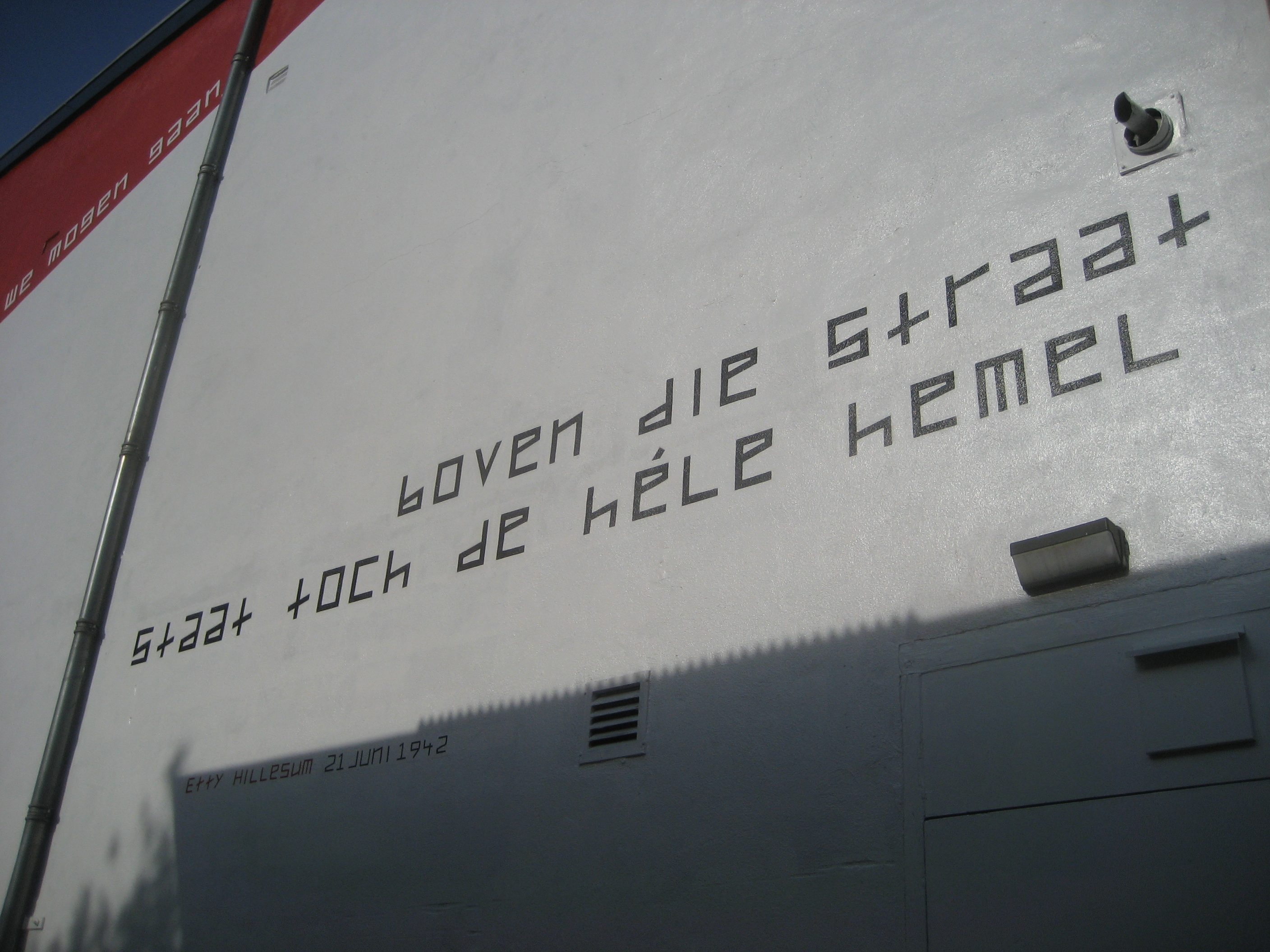
Tekst van Hillesum in Deventer

- 1943: Drie brieven van den kunstschilder Johannes Baptiste van der Pluym (1843-1912)[3]
- 1962: Twee brieven uit Westerbork van Etty (ingeleid door David Koning), Den Haag: Bert Bakker/Daamen N.V. (5e druk 2013: ISBN 978-94-6003-625-5)[4]
- 1981: Het verstoorde leven: Dagboek van Etty Hillesum 1941-1943 (ingeleid door Jan Geurt Gaarlandt), Haarlem: De Haan. (34e druk 2014: ISBN 978-94-6003-726-9)
- 1982: Het denkende hart van de barak. Brieven van Etty Hillesum (ingeleid door Jan Geurt Gaarlandt), Haarlem: De Haan. (11e druk 2009: ISBN 978-94-6003-183-0)
- 1984: In duizend zoete armen: Nieuwe dagboekaantekeningen van Etty Hillesum (ingeleid door Jan Geurt Gaarlandt), Haarlem: De Haan. (2e druk 1984: ISBN 90-228-3651-7)
- 1986: Etty: De nagelaten geschriften van Etty Hillesum 1941-1943 / Het Werk (ingeleid door Klaas A.D. Smelik). Amsterdam: Uitgeverij Balans. (7e, herz. en aangev. druk 2021: ISBN 9789463821711)

## Vernoemingen

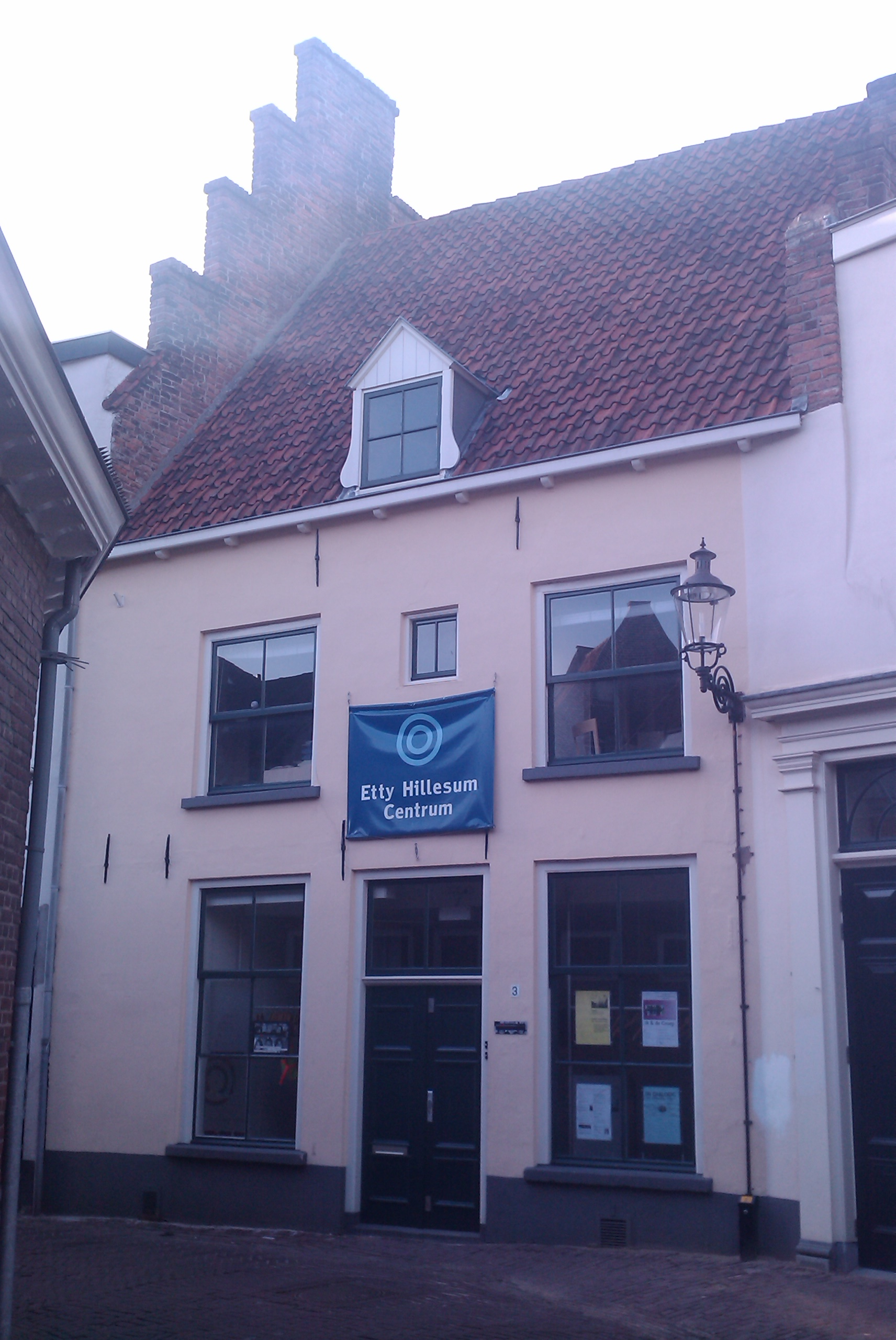
Etty Hillesum Centrum, Roggestraat 3 Deventer

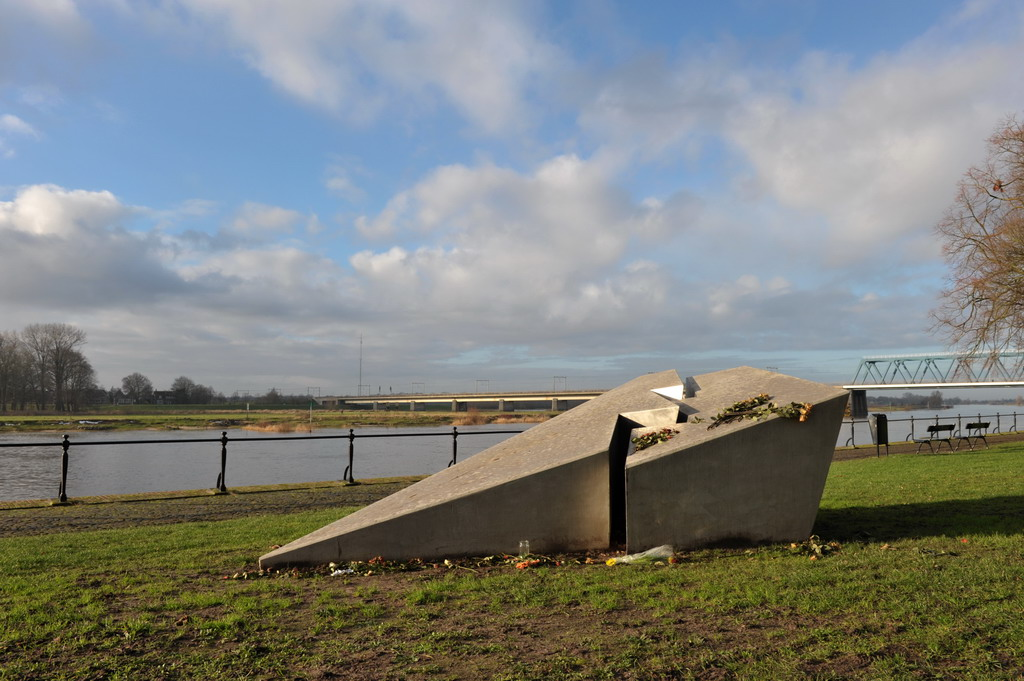
'Het Verstoorde Leven'
Etty Hillesum monument aan de IJssel te Deventer

In Deventer is sinds 5 mei 1996 het Etty Hillesum Centrum gevestigd in een voormalige Joodse school. Dit centrum hanteert als centrale leus een van de uitspraken van Hillesum:
"De omstandigheden, de goede en de slechte, moet men aanvaarden, wat niet belemmert dat men zijn leven eraan kan wijden de slechte te verbeteren." (Dagboek van Etty Hillesum, Vrijdag 3 juli 1942)
Het centrum organiseert activiteiten om de onderlinge verstandhouding in een multiculturele samenleving te bevorderen en de kennis over andere godsdiensten en culturen te vergroten.
De Deventer organisatie voor voortgezet onderwijs heet het Etty Hillesum Lyceum. Deze organiseerde van 2000 tot 2006 jaarlijks de Etty Hillesumlezing in samenwerking met onder meer de Saxion Hogescholen en het Etty Hillesum Centrum.
Tot 2007 droeg het Lyceum aan Zee in Den Helder de naam Etty Hillesum College.
Aan de Universiteit Gent is in 2006 het Etty Hillesum Onderzoek Centrum (EHOC) opgericht dat zich bezighoudt met het onderzoek naar en de bevordering van de bekendheid van het werk van Etty Hillesum. Het EHOC is per 1 juni 2015 in Middelburg gevestigd, de geboortestad van Etty Hillesum. Het EHOC coördineert de resultaten van internationaal onderzoek naar de nagelaten geschriften van Etty Hillesum.
Verder zijn in tal van plaatsen in Nederland straten naar Etty Hillesum vernoemd. De gemeente Amsterdam gaf in maart 2022 de naam Etty Hillesumbrug aan brug 409 over het Noorder Amstelkanaal. Hillesum fietste of liep regelmatig over een voorloper van de brug naar haar vriend en geliefde Julius Spier in de Courbetstraat.

## Film en Theater
- ETTY, (1999-2014), solo-voorstelling Margreet Blanken
- Documentaire: A. Bossuroy, The Convoy (Etty Hillesum), 2009
- Austin Pendleton (regie), Susan Stein (actrice), Etty (2011) - een eenpersoons-theaterspel gebaseerd op de dagboeken van Etty Hillesum
- De Boeddhistische Blik (KRO NCRV) Documentaire, Het denkende hart van Etty Hillesum, (mei 2020, NPO)
- Etty Hillesum, over de zoektocht van Judith Koelemeijer die bezig is met een biografie - NOS documentaire onder regie van Melinda Kasseus (mei 2021, NPO) Bekijk Etty Hillesum op https://www.npostart.nl/POW_04980649
- The Girl Who Learned How To Kneel. Opnames voor de Netflix serie the Girl Who Learned How To Kneel over Etty Hillesum vinden in 2024 plaats.[6]

## Huis Etty Hillesum
In 2020 had een vastgoedinvesteerder een sloopvergunning aangevraagd bij de gemeente Amsterdam voor Gabriël Metsustraat 6 ten behoeve van nieuwbouw. Het is het huis waarin Etty Hillesum haar dagboeken schreef; het laatste huis waar ze in woonde. Het pand had destijds geen monumentenstatus. Op 17 juni 2020 maakte het Amsterdamse College van burgemeester en wethouders bekend dat het het pand heeft aangewezen als gemeentelijk monument. Daarmee was de voorgenomen sloop van de baan.
Op 3 juli 2020 werd er voor het huis een Stolperstein ('struikelsteen', Duits, van stolpern (struikelen) en Stein (steen)) van de Duitse kunstenaar Gunter Demnig geplaatst.